# جایزه موسیقی

جایزهٔ گرمی یکی از مشهورترین نوع از جایزهٔ موسیقی

جایزه موسیقی نشان یا جایزه‌ای است که به دلیل مهارت یا تمایز در موسیقی اعطا می‌شود. جوایز متفاوتی در کشورهای مختلف وجود دارد و جوایز مختلف ممکن است بر موسیقی خاصی تمرکز کرده یا آن را حذف کنند. به عنوان مثال، برخی از جوایز موسیقی فقط برای موسیقی کلاسیک است و شامل هیچ موسیقی عامه‌پسند نیست. برخی از جوایز موسیقی آکادمیک هستند، برخی تجاری هستند و توسط صنعت موسیقی ایجاد شده‌اند.

## جوایز بزرگ موسیقی
1. جایزه گرمی
2. جوایز موسیقی آمریکا
3. جوایز موسیقی بیلبورد

## جوایز بین‌المللی موسیقی
- جوایز ویدئو موسیقی ام‌تی‌وی
- جایزه موسیقی پولار
- مسابقه بین‌المللی ویولن‌نوازی ژان سیبلیوس
- کنفرانس موسیقی زمستانی
- جایزه موسیقی یوتیوب

## بر اساس منطقه

### آفریقا
- MTV Africa Music Awards (ام‌تی‌وی)
- All Africa Music Awards (اتحادیه آفریقا)
- Star FM Music Awards (زیمبابوه)
- The Headies (نیجریه)
- Vodafone Ghana Music Awards (غنا)
- 3Music Awards (غنا)

### آمریکا
- جوایز موسیقی آمریکا
- انجمن آهنگسازان، پدیدآوران و ناشران آمریکا (انجمن آهنگسازان، پدیدآوران و ناشران آمریکا)
- جوایز موسیقی بیلبورد
- جایزه گرمی (آکادمی ملی علوم و هنرهای ضبط)
- جوایز موسیقی آی‌هارت‌رادیو
- جشنواره ماچ موزیک ویدئو
- جایزه جونو
- جایزه گرمی لاتین
- جوایز ویدئو موسیقی ام‌تی‌وی (ام‌تی‌وی)
- جایزه ایمیج
- جوایز برگزیده مردم
- جوایز برگزیده نوجوانان

### آسیا
- جوایز موسیقی جدول گائون
- جوایز گلدن دیسک
- جوایز موسیقی ملون
- MTV Asia Awards (ام‌تی‌وی)
- جوایز ویدئو موسیقی ام‌تی‌وی ژاپن (ام‌تی‌وی)
- پرمیوم ایمپریاله
- جوایز موسیقی سئول

### اروپا
- جوایز موسیقی بی‌بی‌سی
- آکادمی هنرهای فیلم و تلویزیون بریتانیا (آکادمی هنرهای فیلم و تلویزیون بریتانیا)
- جوایز بریت (صنعت ضبط صدای بریتانیا)
- جایزه موسیقی اکو
- جوایز آیور نوولو
- جایزه مرکوری
- جوایز موسیقی ام‌تی‌وی اروپا (ام‌تی‌وی)
- جوایز ان‌ام‌ای
- جایزه بزرگ رم
- جشنواره موسیقی سانرمو

### اقیانوسیه
- جوایز موسیقی ای‌آرآی‌ای (انجمن صنعت ضبط استرالیا)
- جوایز ای‌پی‌آرای (استرالیا)